# Daniella Álvarez
Daniella Álvarez (Daniella Margarita Álvarez Vásquez, sinh ngày 24 tháng 5 năm 1988) là một người mẫu và là nữ hoàng sắc đẹp người Colombia, cô đã giành chiến thắng tại cuộc thi Hoa hậu Colombia 2011, sau đó đại diện cho Colombia tại cuộc thi Hoa hậu Hoàn vũ 2012.

## Cuộc thi sắc đẹp

### Hoa hậu Colombia 2011
Năm 2011, Daniella Álvarez đại diện cho vùng đất ven biển Caribbe là Atlantico tham gia cuộc thi Hoa hậu Colombia được tổ chức tại thành phố Cartagena De Indias và sau đó giành chiến thắng với ngôi vị cao nhất. Cô đăng quang vào ngày 14 tháng 11 và được trao vương miện bởi hoa hậu đương nhiệm lúc bấy giờ, Catalina Robayo Vargas - Hoa hậu Colombia 2010. Daniella có số điểm cao nhất là 9,6 trong phần thi trang phục dạ hội. (Điểm số phần thi trang phục áo tắm không được công bố với các khán giả). Cô trở thành người phụ nữ thứ 10 của khu vực Atlantico đăng quang Hoa hậu Colombia, đưa Atlantico trở thành khu vực thành công nhất, theo sát là Valle với 9 vương miện và Santander với 7 vương miện.

### Hoa hậu Hoàn vũ 2012
Daniella Álvarez với cương vị là Hoa hậu Hoàn vũ Colombia 2011 đã đại diện cho Colombia tham dự cuộc thi Hoa hậu Hoàn vũ lần thứ 61, được tổ chức tại thành phố Las Vegas của Hoa Kỳ vào năm 2012 nhưng không lọt vào bán kết.